# Acianthera cryptophoranthoides
Acianthera cryptophoranthoides är en orkidéart som först beskrevs av Johan Albert o Constantin Loefgren, och fick sitt nu gällande namn av Fábio de Barros. Acianthera cryptophoranthoides ingår i släktet Acianthera och familjen orkidéer. Inga underarter finns listade i Catalogue of Life.